# Tổng công ty đường cao tốc Hàn Quốc
Tổng công ty đường cao tốc Hàn Quốc là một công ty Hàn Quốc vận hành đường trả phí ở Hàn Quốc.